# Jules Simon
Jules Simon (n. 1814 - d. 1896) a fost un intelectual și om politic francez. A fost Prim-ministru al Franței în perioada decembrie 1876 - mai 1877. A fost ales membru al Academiei Franceze din 1875.